# Bar mleczny

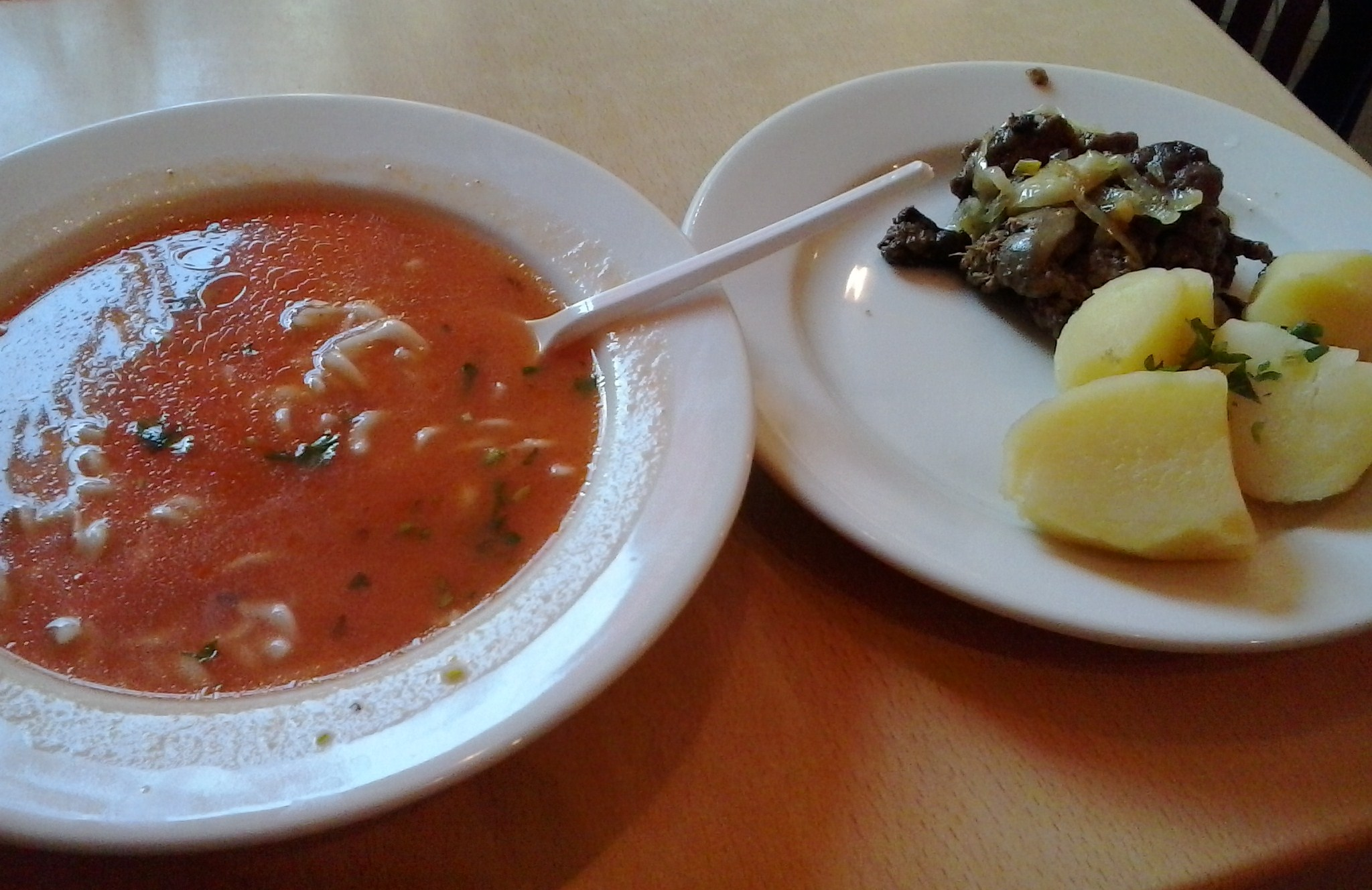
Gan lợn với hành tây xào và súp cà chua tại một quán sữa ở Poznań

Một bar mleczny - nghĩa đen là "quán bar sữa" trong tiếng Ba Lan (mặc dù không bị nhầm lẫn với quán bar sữa ở Úc) - là một dạng quán cà phê của Ba Lan. Quán bar sữa tiêu biểu đầu tiên "Mleczarnia Nadświdrzańska" được thành lập vào năm 1896 tại Warsaw bởi Stanisław Dłużewski, một thành viên của đất nước Ba Lan. Mặc dù bar mleczny điển hình có thực đơn dựa trên các mặt hàng sữa, nhưng các cơ sở này thường cũng phục vụ các món ăn Ba Lan truyền thống không sữa khác.
Thành công thương mại của các quán bar sữa đầu tiên đã khuyến khích các doanh nhân khác sao chép loại hình thức nhà hàng này. Khi Ba Lan giành lại độc lập sau Thế chiến I, các quán bar sữa xuất hiện ở hầu hết các quốc gia. Họ cung cấp thực phẩm tương đối rẻ nhưng bổ dưỡng, và như vậy đạt được sự nổi bật hơn nữa trong thời kỳ suy thoái kinh tế trong những năm 1930.
Vai trò của các nhà hàng giá rẻ được thể hiện trong Thế chiến II. Sau khi chế độ Đức Quốc xã sụp đổ, Ba Lan trở thành một nhà nước cộng sản, và là một vệ tinh của Liên Xô. Phần lớn dân số là người nghèo, trái với tuyên truyền chính thức, và các nhà hàng đắt tiền và thậm chí có giá vừa phải bị chế giễu là "tư bản". Trong những năm sau chiến tranh, hầu hết các nhà hàng đã bị quốc hữu hóa và sau đó bị chính quyền cộng sản đóng cửa. Vào giữa những năm 1960, các quán sữa thường được sử dụng như một phương tiện để cung cấp các bữa ăn giá rẻ cho những người làm việc trong các công ty không có căng tin chính thức. Chúng vẫn phục vụ hầu hết các bữa ăn với sữa và thức ăn chay, đặc biệt là trong thời kỳ thiết quân luật vào đầu những năm 1980, khi thịt được phân phối.
Ý tưởng phổ biến tại thời điểm đó là cung cấp cho tất cả mọi người những bữa ăn giá rẻ tại nơi họ làm việc. Đôi khi, giá của các bữa ăn được phục vụ trong căng tin nơi làm việc được tính vào lương của công nhân. Tuy nhiên, cũng có một số lượng lớn người làm việc trong các công ty nhỏ hơn không có căng tin theo ý của họ. Bởi vì điều này, trong nhiệm kỳ của Władysław Gomułka, chính quyền đã tạo ra một mạng lưới các quán ăn tự phục vụ nhỏ. Các bữa ăn, được nhà nước trợ cấp, rẻ và dễ dàng có sẵn cho bất cứ ai.
Ngoài các sản phẩm sữa tươi hoặc chế biến, quán bar sữa còn phục vụ trứng (trứng ốp la hoặc cốt lết), các bữa ăn có ngũ cốc hoặc bột như pierogi. Sau sự sụp đổ của hệ thống cộng sản và sự kết thúc của nền kinh tế thiếu hụt, phần lớn các quán sữa đã bị phá sản khi chúng được thay thế bởi các nhà hàng thông thường. Tuy nhiên, một số trong số chúng được bảo tồn như một phần của di tích của nhà nước phúc lợi để hỗ trợ các thành viên nghèo hơn trong xã hội Ba Lan.
Đầu năm 2010, các quán bar sữa đã được nhìn thấy hoạt động trở lại. Chúng trở thành những nhà hàng nhỏ, rẻ tiền, tận dụng phúc lợi, đồng thời cung cấp thực phẩm chất lượng tốt và dịch vụ khách hàng. Do địa điểm tốt của chúng, quán bar sữa thường trở thành nạn nhân của công tác chỉnh trang đô thị và được bảo vệ bởi các nhóm phản đối.
Một số người thích các quán bar sữa hơn các nhà hàng thức ăn nhanh vì thức ăn tự chế biến và giá thấp. Một bữa trưa ba món thông thường có thể có giá ít nhất 2-3 euro. Hiện tại mỗi thành phố lớn của Ba Lan đều có ít nhất một "quán bar sữa" ở đâu đó trong trung tâm thành phố.   Chúng phổ biến đối với người già, học sinh và tầng lớp lao động, nhưng thường bị các tầng lớp xã hội khác coi thường.